# Campos Sales
Campos Sales è un comune del Brasile nello Stato del Ceará, parte della mesoregione del Sul Cearense e della microregione di Chapada do Araripe.